# Frederika Schliebenská
Frederika Schliebenská (Friederike Amalie Gräfin von Schlieben; 28. února 1757, Königsberg – 17. prosince 1827, Schleswig) byla sňatkem s vévodou Fridrichem Karlem Ludvíkem šlesvicko-holštýnsko-sonderbursko-beckou vévodkyní.

## Původ a rodina
Frederika se narodila v pruském Königsbergu jako druhá a nejmladší dcera hraběte Karla Leopolda Schliebenského a jeho manželky, hraběnky Marie Eleonory von Lehndorff. Měla o pět let starší dceru Marii Karolínu, která se provdala za Fridricha Viléma Schliebenského.

## Manželství a potomci
9. března 1780 se třiadvacetiletá Frederika v rodném Königsbergu provdala za o půl roku mladšího vévodu Fridricha Karla Ludvíka Šlesvicko-Holštýnsko-Sonderbursko-Beckého, syna prince Karla Antonína Augusta a jeho manželky Šarloty z Dohna-Leistenau. Frederika měla s manželem tři děti:
- Frederika Šlesvicko-Holštýnsko-Sonderbursko-Becká (13. prosince 1780 – 19. ledna 1862), ⚭ 1800 Karel Ludvík Gottlob, baron z Richthofenu (6. ledna 1769 – 25. února 1808)
- Luisa Šlesvicko-Holštýnsko-Sonderbursko-Becká (28. září 1783 – 24. listopadu 1803), ⚭ 1803 Frederik Ferdinand Anhaltsko-Köthenský (25. června 1769 – 23. srpna 1830), vévoda anhaltsko-köthenský
- Fridrich Vilém Šlesvicko-Holštýnsko-Sonderbursko-Glücksburský (4. ledna 1785 – 17. února 1831), vévoda šlesvicko-holštýnsko-sonderbursko-beckský, v roce 1825 změnil titul na vévodu šlesvicko-holštýnsko-sonderbursko-glücksburského, ⚭ 1810 Luisa Karolina Hesensko-Kasselská (28. září 1789 – 13. března 1867)

## Tituly a oslovení
- 28. února 1757 – 9. března 1780: hraběnka Frederika Schliebenská
- 9. března 1780 – 25. března 1816: Její Jasnost šlesvicko-holštýnsko-sonderbursko-becká vévodkyně
- 25. března 1816 – 17. prosince 1827: Její Jasnost šlesvicko-holštýnsko-sonderbursko-becká vévodkyně vdova

## Potomstvo
Přes syna Fridricha Viléma je Frederika předkem britské královny Alžběty II., dánské královny Markéty II., bývalého řeckého krále Konstantina II., španělského krále Filipa VI., švédského krále Karla XVI. Gustava, norského krále Haralda V., belgického krále Filipa a lucemburského velkovévody Jindřicha.